# Ricardo Garcia
Ricardo "Ricardinho" Bermudez Garcia, född 19 november 1975 i São Paulo, är en brasiliansk volleybollspelare. Garcia blev olympisk guldmedaljör i volleyboll vid sommarspelen 2004 i Aten.